# Clytocosmus alexanderi
Clytocosmus alexanderi är en tvåvingeart som beskrevs av Nikolas Vladimir Dobrotworsky 1968. Clytocosmus alexanderi ingår i släktet Clytocosmus och familjen storharkrankar. Inga underarter finns listade i Catalogue of Life.